# نقی‌آباد (رامیان)
نقی‌آباد (رامیان)، روستایی از توابع بخش فندرسک شهرستان رامیان در استان گلستان ایران است.

## جمعیت
این روستا در دهستان فندرسک جنوبی قرار دارد و براساس سرشماری مرکز آمار ایران در سال ۱۳۸۵، جمعیت آن ۶۲۶ نفر (۱۵۶خانوار) بوده‌است.